# Era de Ouro do cinema estadunidense

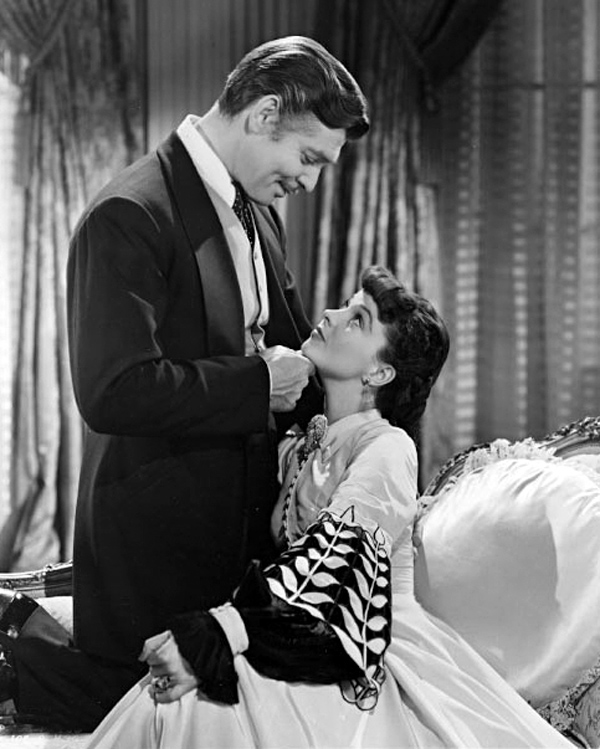
Clark Gable e Vivien Leigh em foto publicitária do clássico "Gone with the Wind" (1939)

A Era de Ouro do cinema estadunidense se refere aos filmes hollywoodianos produzidos durante os anos 20 aos anos 60 nos Estados Unidos. Destacam-se, nesse período, os filmes musicais, gênero bastante popular na época, estúdios como a MGM, Warner Bros., 20th Century Fox, RKO e Paramount, além dos estúdios Disney, destacavam-se na produção e distribuição nacional e internacional desses longas-metragens.

## História

### Antecedentes
Durante as décadas de 1930 e 1940, o cinema estadunidense viveu sua chamada "Era de Ouro". O país se recuperava da Grande Depressão, ocasionada pela primeira grande crise do capitalismo, e o cinema era uma forma de incentivo para a reconstituição moral da população.

### Década de 1920

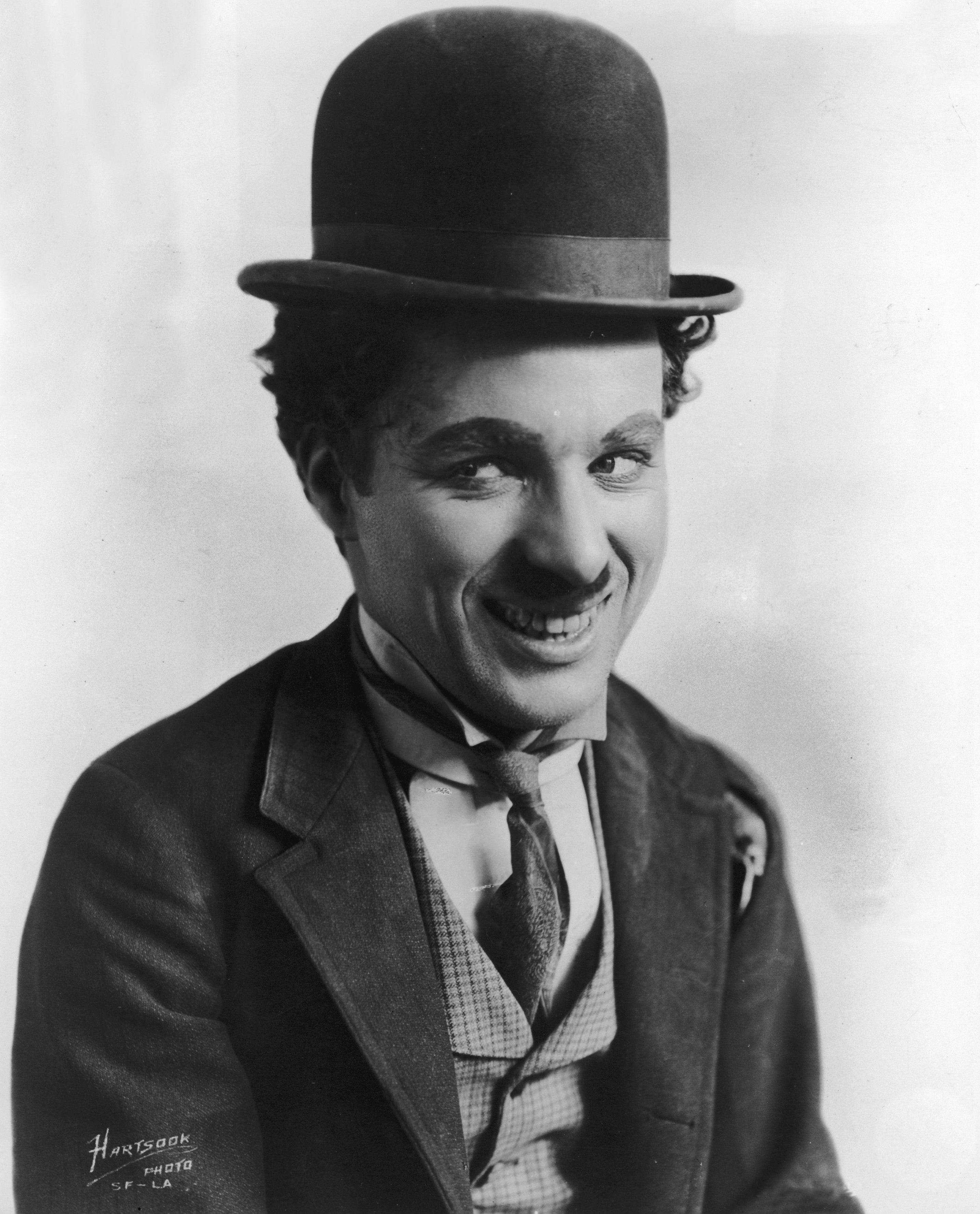
Charlie Chaplin.

Muitos cinéfilos alegam que a maior década do cinema é a década de 20, pois foi caracterizado pelo início do cinema falado, que provocou uma mudança nos hábitos daqueles que frequentavam e faziam cinema. Foi nesta década que se popularizou o chamado estilo de vida estadunidense, onde surgiram gênios como Charlie Chaplin e o estúdio Metro-Goldwyn-Mayer.
O cinema de animação também se aproveitou desse artifício para atrair a atenção do público para as obras animadas. Em 1928, Walt Disney lançava "Steamboat Willie",  curta-metragem animado com a melhor sincronização entre o som e a imagem da época. E é exatamente a partir do ano de 1928 que se iniciou a chamada "Era de Ouro da Animação". Foi nela, compreendida num período de doze anos (1928 a 1940), que o cinema de animação ganhou o reconhecimento que almejava devido ao seu desenvolvimento técnico e artístico, e que se estabeleceu como arte cinematográfica.
Ocorre a fundação da International Academy of Motion Picture Arts and Sciences, que viria a se transformar na moderna Academia de Artes e Ciências Cinematográficas, que realiza anualmente a premiação do Oscar; contava originalmente com 36 membros fundadores e teve nesta décadas seus dois primeiros presidentes: Douglas Fairbanks e William C. deMille.
| - Charlie Chaplin - Buster Keaton - Roscoe "Fatty" Arbuckle - Mary Astor - Josephine Baker - Ethel Barrymore - John Barrymore - Lionel Barrymore - Clara Bow - Louise Brooks - Anna May Wong - Lon Chaney - Joan Crawford - Bebe Daniels - Betty Bronson - Mary Brian | - Marion Davies - Douglas Fairbanks - Greta Garbo - Janet Gaynor - John Gilbert - Dorothy Gish - Lillian Gish - William Haines - William S. Hart - Harry Houdini - Emil Jannings - Al Jolson - Harold Lloyd | - Tom Mix - Colleen Moore - Mae Murray - Pola Negri - Ramón Novarro - Will Rogers - Mary Pickford - Norma Shearer - Gloria Swanson - Chief Tahachee - Norma Talmadge - Rudolph Valentino |

### Década de 1930
Nesse período surge a empresa Technicolor, lançando um tipo de película que filmava em 3 cores, juntamente com uma câmera de 3 elementos, dando maior realismo às produções nas telas. "Branca de Neve e os Sete Anões" foi o primeiro desenho colorido produzido neste sistema. O primeiro filme em Technicolor lançado comercialmente foi "Becky Sharp" (1935), de Rouben Mamoulian.
Após a Depressão, a indústria começou a se recuperar. Hollywood vive os seus anos de ouro em 1938 e 1939. Surgem superproduções como "Camille", "Gone with the Wind", "The Wizard of Oz" e "Wuthering Heights". Novos recursos técnicos possibilitam o desenvolvimento pleno de todos os gêneros, desafiando o esquema dos grandes estúdios hollywoodianos.

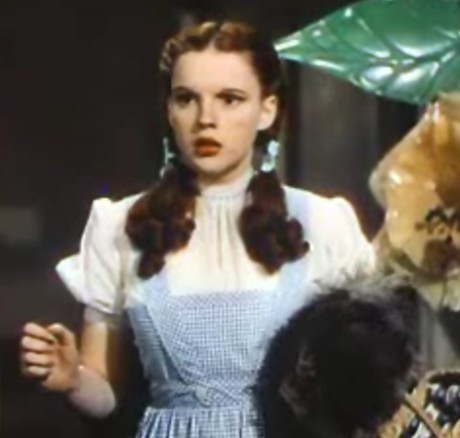
Judy Garland como Dorothy Gale em "The Wizard of Oz" (1939).
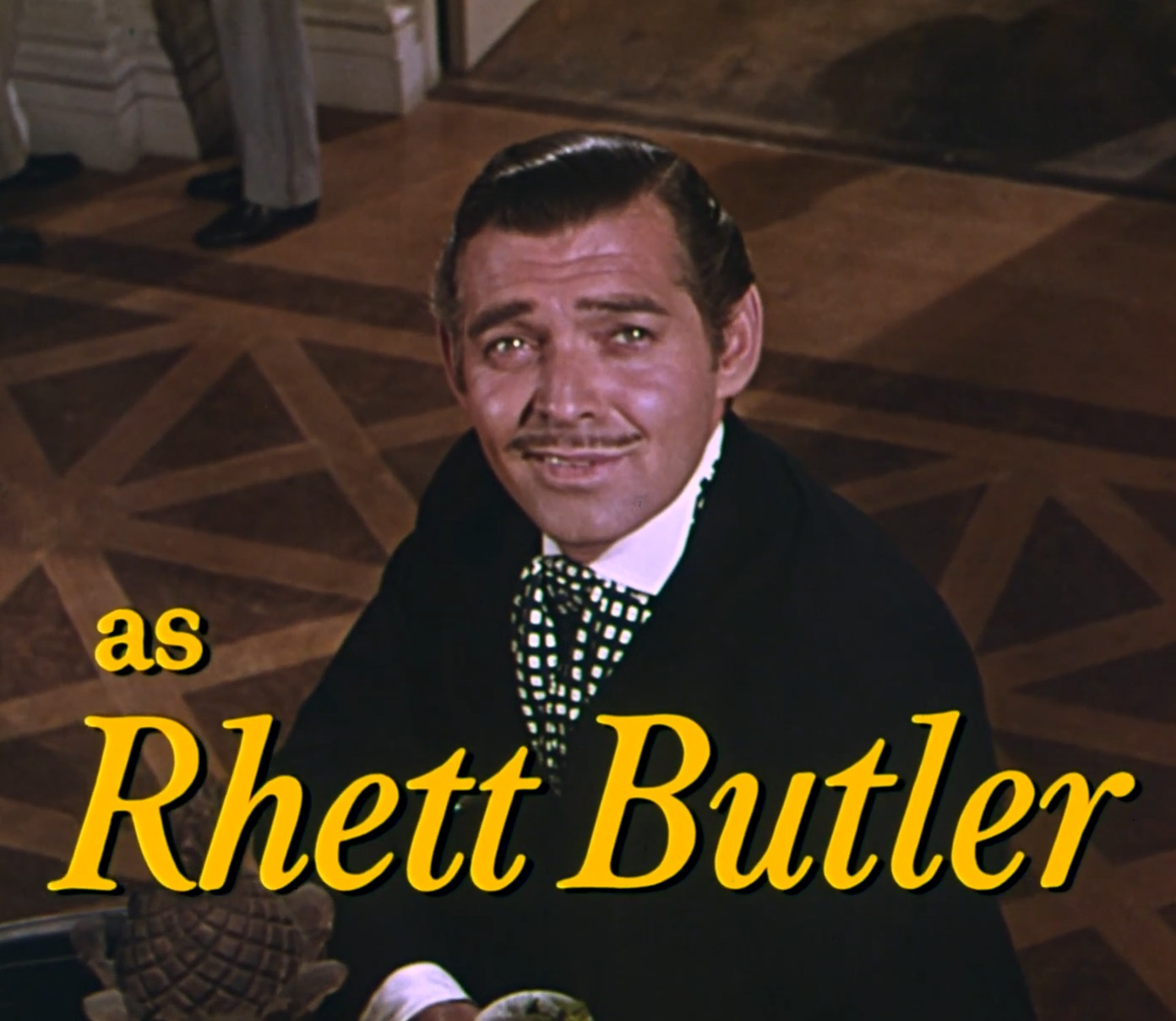
Clark Gable como Rhett Butler no trailer do filme "Gone with the Wind" (1939).
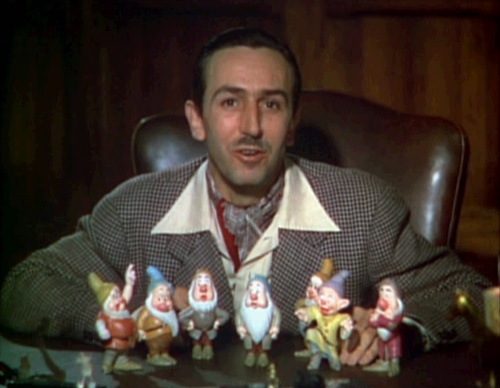
"Branca de Neve e os Sete Anões" foi o primeiro longa-metragem de animação com personagens animados dos estúdios Disney.

- Louis Armstrong
- Jean Arthur
- Fred Astaire
- Mary Astor
- Gene Autry
- Lucille Ball
- Carl Barks
- John Barrymore
- Warner Baxter
- Wallace Beery
- Joan Blondell
- Humphrey Bogart
- Charles Boyer
- Mary Brian
- Betty Bronson
- Louise Brooks
- James Cagney
- Frank Capra
- Madeleine Carroll
- Charlie Chaplin
- Claudette Colbert
- Ronald Colman
- Gary Cooper
- Joan Crawford
- Bing Crosby
- Bette Davis
- Olivia de Havilland
- Dolores del Río
- Marlene Dietrich
- Walt Disney
- Robert Donat
- Irene Dunne
- Errol Flynn
- Henry Fonda
- Joan Fontaine
- John Ford
- Kay Francis
- Clark Gable
- Greta Garbo
- Judy Garland
- Janet Gaynor
- Cary Grant
- Jean Harlow
- Katharine Hepburn
- Bob Hope
- Miriam Hopkins
- Leslie Howard
- Boris Karloff
- Buster Keaton
- Laurel and Hardy
- Dorothy Lamour
- Charles Laughton
- Vivien Leigh
- Carole Lombard
- Myrna Loy
- Fredric March
- Irmãos Marx
- Jeanette MacDonald
- Ethel Merman
- Robert Montgomery
- Paul Muni
- Laurence Olivier
- Maureen O'Sullivan
- William Powell
- Tyrone Power
- George Raft
- Basil Rathbone
- Edward G. Robinson
- Ginger Rogers
- Mickey Rooney
- Rosalind Russell
- Randolph Scott
- Norma Shearer
- James Stewart
- Barbara Stanwyck
- Robert Taylor
- Shirley Temple
- The Three Stooges
- Spencer Tracy
- John Wayne
- Orson Welles
- Mae West
- Loretta Young

### Década de 1940

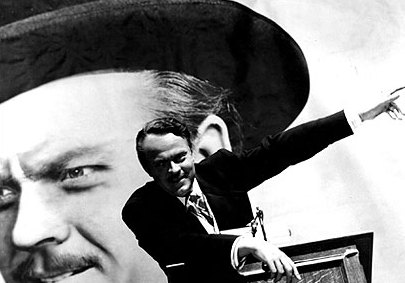
Orson Welles em "Citizen Kane" (1941).

Ao longo da década de 1940, os Estados Unidos estava se preparando para lutar na Segunda Guerra Mundial. Os estúdios investiam nas comédias musicais. Os números musicais eram as atrações principais dessas produções, e as canções frequentemente lideravam as paradas de música. Os compositores mais populares da época, todos escreveram para Hollywood, incluindo Jerome Kern, Irving Berlin, Cole Porter, Mack Gordon, Oscar Hammerstein, Harry Warren, entre outros.
Em 1940, cada estúdio tinha a sua própria abordagem e fórmula para criar os seus musicais. Para alguns, Busby Berkeley (1895-1976) foi o que mais expandiu as possibilidades estéticas do cinema com suas coreografias exuberantes, caleidoscópicas, em que a precisão geométrica convivia com a sensualidade.
Nesse período, o governo do presidente Franklin Delano Roosevelt desenvolveram um projeto que, propositadamente chamado de "Política de boa vizinhança", buscava aproximar o país das demais nações do continente. Através de incentivos financeiros e da aproximação cultural, tais regiões foram sendo progressivamente anexadas à área de influência norte-americana, passando a integrar, consequentemente, o bloco dos "Aliados". Financiado pelo governo estadunidense, Walt Disney foi o criador do personagem Zé Carioca, uma clara homenagem feita pelo produtor ao Brasil. Ao mesmo tempo, a cantora Carmen Miranda, então a artista mais popular do país, iniciou sua carreira artística na América do Norte, estrelando diversos filmes da 20th Century Fox, Miranda tonou-se em 1944 a mulher mais bem paga dos Estados Unidos. Com a guerra em curso, as comédias musicais procuravam uma forma escapista de entreter.
Destaque para Orson Welles, que escreveu, dirigiu e interpretou o clássico "Citizen Kane", filme que provocou uma revolução técnica e narrativa na linguagem cinematográfica. Baseado na história do magnata da imprensa William Randolph Hearst, os filmes de Welles quase sempre davam muito aborrecimento e grandes prejuízos aos estúdios, mas tornaram-se clássicos desse período.
Destaque para os filmes "Relíquia Macabra" (1941), de John Huston, "It's a Wonderful Life" (1946), de Frank Capra, "Double Indemnity" (1944), de Billy Wilder, "Meet Me in St. Louis" (1944), de Vincente Minnelli, "O Grande Ditador" (1940), de Charlie Chaplin, "À Beira do Abismo" (1946), de Howard Hawks, "As Três Noites de Eva" (1941), de Preston Sturges, "A Loja da Esquina" (1940), de Ernst Lubitsch, "Fúria Sanguinária" (1949), de Raoul Walsh, "Yankee Doodle Dandy" (1942), de Michael Curtiz, e "Notorious" (1946), de Alfred Hitchcock. E também "Rebecca" (1940), "How Green Was My Valley" (1941), "Mrs. Miniver" (1942), "Casablanca" (1943), "O Bom Pastor" (1944), "Farrapo Humano" (1945), "The Best Years of Our Lives" (1946), "A Luz é Para Todos" (1947), "Hamlet" (1948), e "All the King's Men" (1949).
Nessa década, a Walt Disney Studios lançou os filmes de animação "Pinóquio", "Fantasia" (ambos de 1940), "Dumbo" (1941), "Bambi", "Saludos Amigos" (ambos de 1942), "The Three Caballeros" (1944), "Música, Maestro!" (1946), "Fun and Fancy Free" (1947), "Tempo de Melodia" (1948), e "The Adventures of Ichabod and Mr. Toad" (1949).

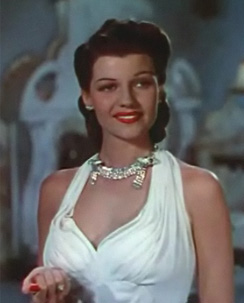
Rita Hayworth como Doña Sol des Muire em "Blood and Sand" (1941).
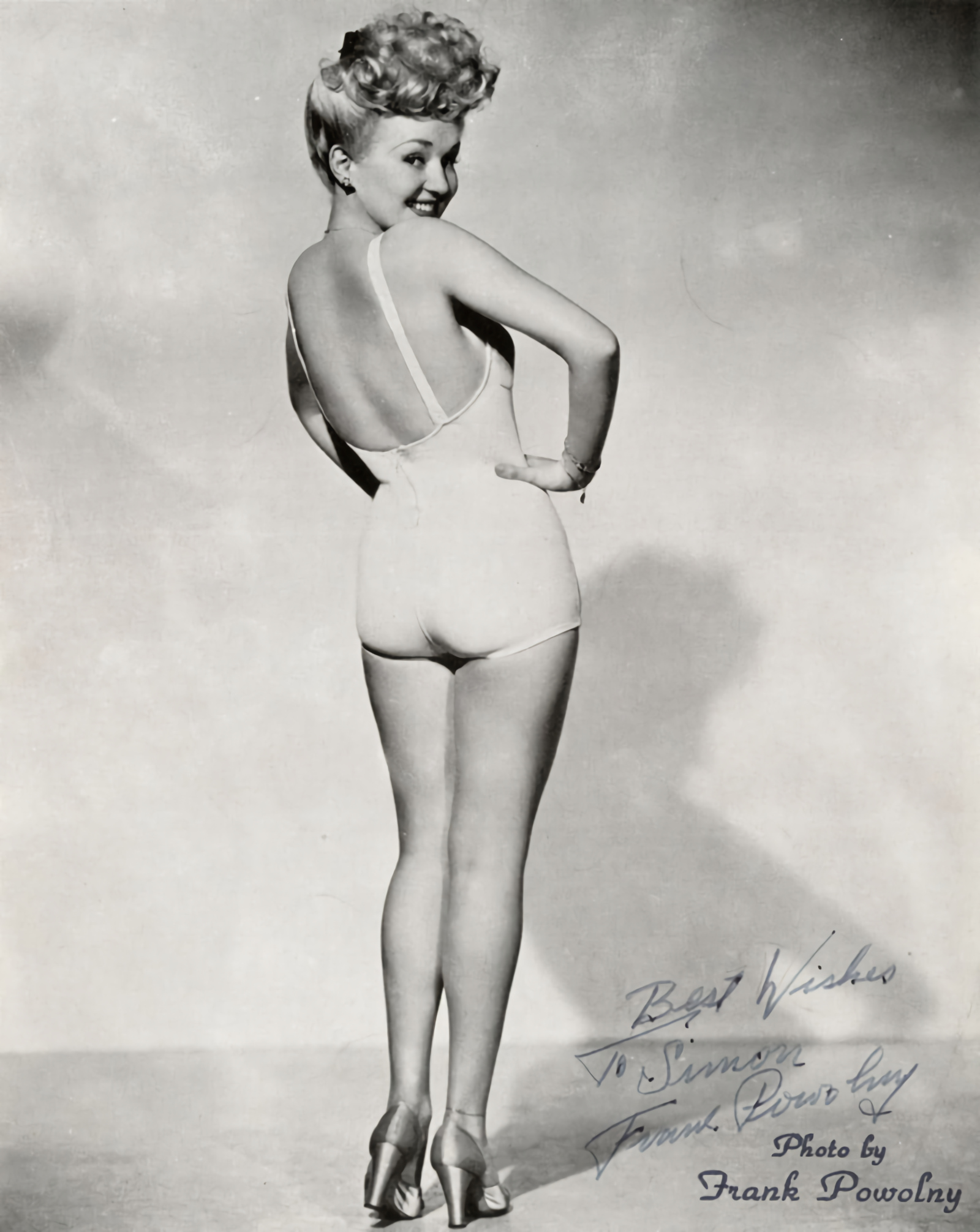
Betty Grable, famosa pin-up girl (1943).
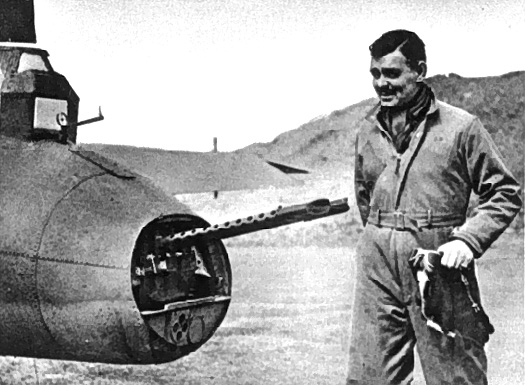
Clark Gable com 8 AF B-17 na Grã-Bretanha (1943).
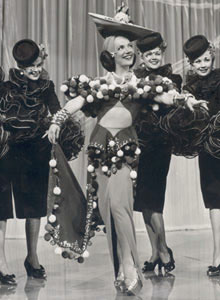
Carmen Miranda em "The Gang's All Here" (1943).

| - Dana Andrews - Jean Arthur - Fred Astaire - Mary Astor - Lauren Bacall - Josephine Baker - Lucille Ball - Joseph Barbera - Carl Barks - Anne Baxter - Jack Benny - William Bendix - Ingrid Bergman - Vivian Blaine - Perry Como - Benny Goodman - Don Ameche - Humphrey Bogart - Charles Boyer - Walter Brennan - James Cagney - Cab Calloway - Andrews Sisters - Lon Chaney, Jr. - Charlie Chaplin - Montgomery Clift - Claudette Colbert - Ronald Colman - Gary Cooper - Abbott & Costello - Joseph Cotten - Joan Crawford - Bing Crosby - Dorothy Dandridge - Bette Davis - Doris Day - Olivia de Havilland - Marlene Dietrich - Walt Disney - Kirk Douglas - Irene Dunne | - Duke Ellington - Alice Faye - José Ferrer - Larry Fine - Errol Flynn - Henry Fonda - Joan Fontaine - Clark Gable - Ava Gardner - Judy Garland - Greer Garson - Paulette Goddard - Betty Grable - Cary Grant - Carl Stuart Hamblen - William Hanna - Curly Howard - Moe Howard - Shemp Howard - Rita Hayworth - Katharine Hepburn - Bob Hope - Lena Horne - Walter Huston - Jennifer Jones - Danny Kaye - Gene Kelly - Alan Ladd - Veronica Lake - Hedy Lamarr - Dorothy Lamour - Burt Lancaster - Laurel and Hardy - Charles Laughton - Peter Lawford - Vivien Leigh - Gene Lockhart - June Lockhart - Carole Lombard - Peter Lorre - Myrna Loy | - Ida Lupino - Vera Lynn - Fred MacMurray - Fredric March - Ray Milland - Frank Sinatra - Marilyn Monroe - Margaret O'Brien - Maureen O'Hara - Gregory Peck - Walter Pidgeon - Dick Powell - Eleanor Powell - William Powell - Tyrone Power - Anthony Quinn - Claude Rains - Basil Rathbone - Ronald Reagan - Edward G. Robinson - Ginger Rogers - Roy Rogers - Cesar Romero - Mickey Rooney - Rosalind Russell - Joseph Schildkraut - Lizabeth Scott - Barbara Stanwyck - James Stewart - Elizabeth Taylor - Robert Taylor - Gene Tierney - Spencer Tracy - Lana Turner - Robert Walker - John Wayne - Orson Welles - Richard Widmark - Cornel Wilde - Jane Wyman - Loretta Young |

### Década de 1950
Foi na década de 1950 que os musicais hollywoodianos chegaram a seu ápice, com o lançamento de um dos filmes mais lembrados e comentados de todo o período clássico do cinema, "Singin' in the Rain" (1952), onde Stanley Donen e Gene Kelly conseguiram a proeza de reunir todas as características do cinema musical das décadas anteriores e realizar uma espécie de síntese de toda a essência do gênero. Tornou-se, anos depois, o filme mais popular desse gênero, considerado por muitos como a maior obra-prima do estilo.
A atriz que mais marcou o cinema dos anos 50 foi Marilyn Monroe, onde fez seu primeiro papel de destaque em 1951, no filme "Love Nest". No ano seguinte, participou de "Monkey Business", tornando-se um nome popular entre o público. Foi assim em "How to Marry a Millionaire", "Gentlemen Prefer Blondes" (ambos de 1953), "The Seven Year Itch" (1955) e "Quanto Mais Quente Melhor" (1959) – este, com direção de Billy Wilder, foi considerado "a melhor comédia de todos os tempos".
Audrey Hepburn foi também uma das atrizes mais marcantes dos anos 50. Em sua carreira de sucesso, foi ainda indicada ao Oscar de melhor atriz por suas atuações em "Sabrina", "The Nun's Story", "Breakfast at Tiffany's" e "Wait Until Dark". Brigitte Bardot, outra estrela dos anos 50, teve sua primeira aparição nas telas em 1952, como Javotte Lemoine no filme "Le Trou Normand". Ela chegou a ser considerada a versão francesa de Marilyn Monroe.
Outro estilo de beleza feminina que marcou os anos 50 no cinema foi encarnado por Grace Kelly, que se caracterizava pela naturalidade e jovialidade. Grace conquistou o Oscar de melhor atriz por seu papel em "The Country Girl", de George Seaton, em 1954. Já conquistara sua maior parceria profissional com o cineasta Alfred Hitchcock, com quem filmou "Janela Indiscreta", "Ladrão de Casaca" e "Dial M for Murder".
Elvis Presley foi outro astro que se destacou durante essa década, considerado por muito o pioneiro dos cantores do ramo do rock and roll.
Os estúdios Disney lançaram durante a década os musicais "Cinderela" (1950), "Alice no País das Maravilhas" (1951), "Peter Pan" (1953), "A Dama e o Vagabundo" (1955) e "A Bela Adormecida" (1959).
Ao final da década, os grandes estúdios de Hollywood dispensaram a maioria de seus empregados, dentre as estrelas, os escritores e os diretores. Equipes de produção eram contratadas somente numa base de projeto a projeto. Sem talentos próprios da casa, os estúdios pararam de gerir seus próprios projetos e tornaram-se pouco mais do que empresas de distribuição.

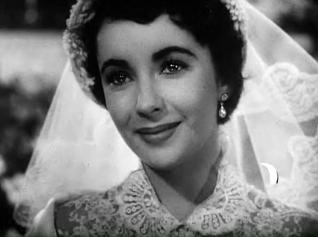
Elizabeth Taylor em "O Pai da Noiva" (1950).
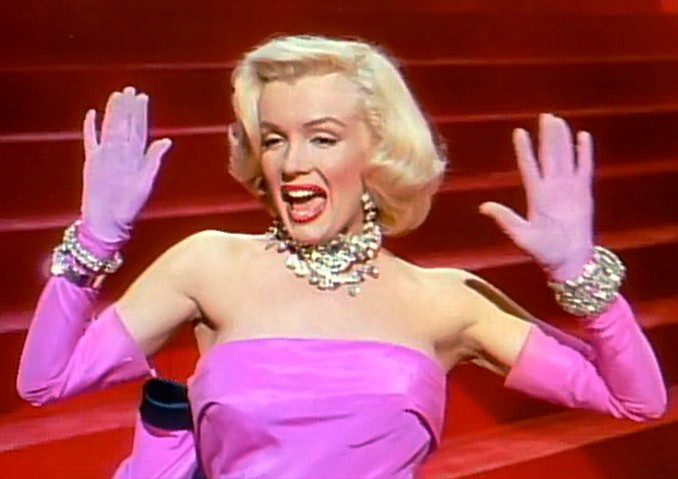
Marilyn Monroe em performance de Diamonds Are a Girl's Best Friend em "Os Homens Preferem as Loiras" (1953).
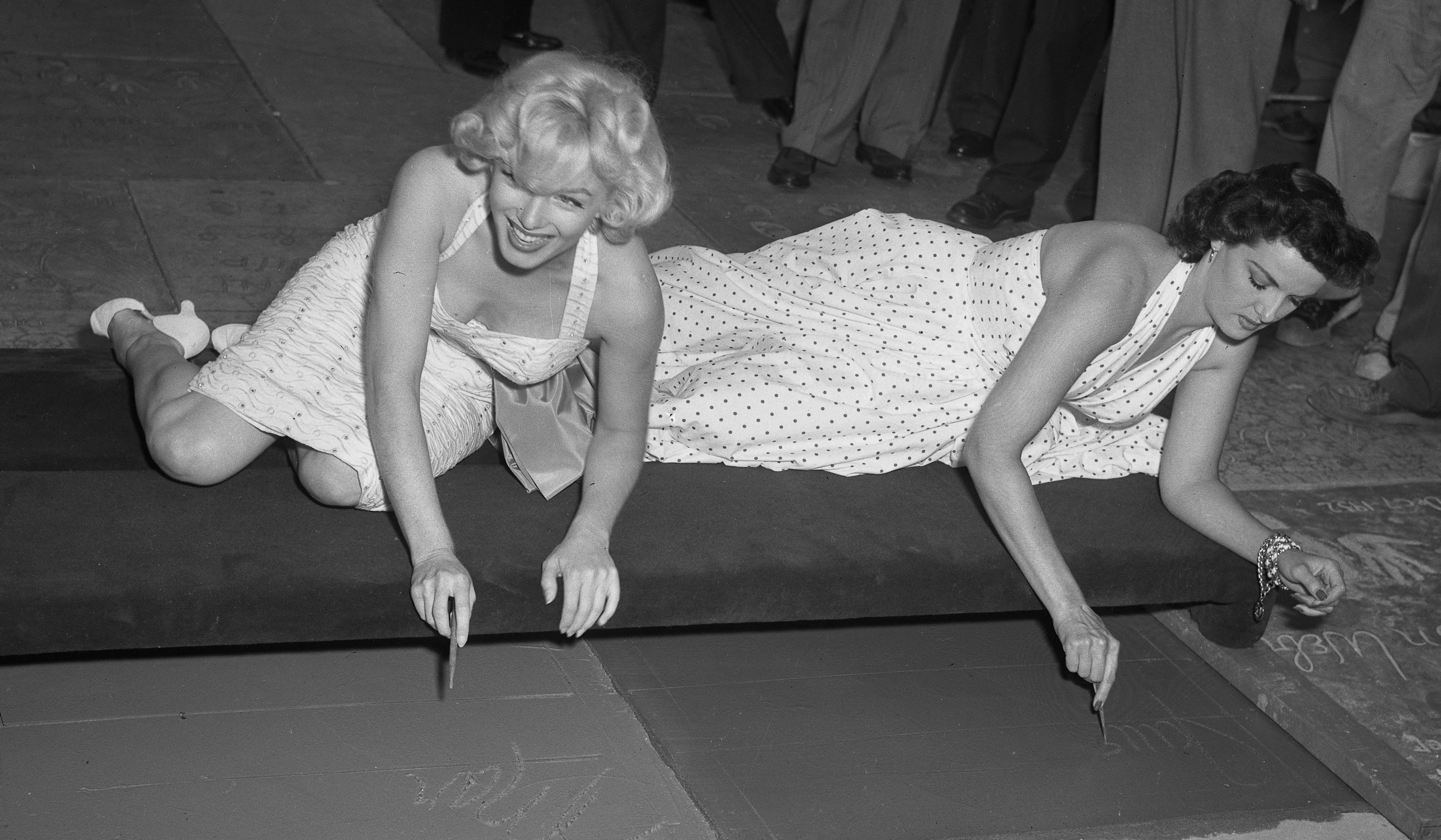
Marilyn Monroe e Jane Russell deixam suas marcas no concreto do pátio do Grauman's Chinese Theatre (1953).
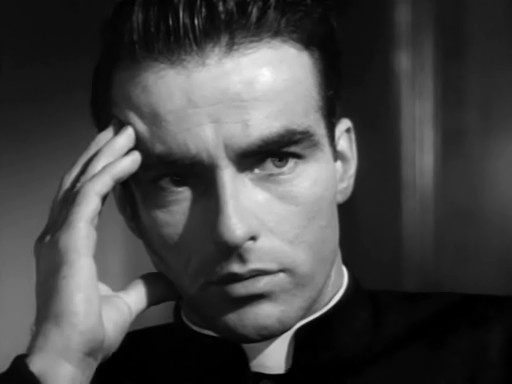
Montgomery Clift em "I Confess" (1953).
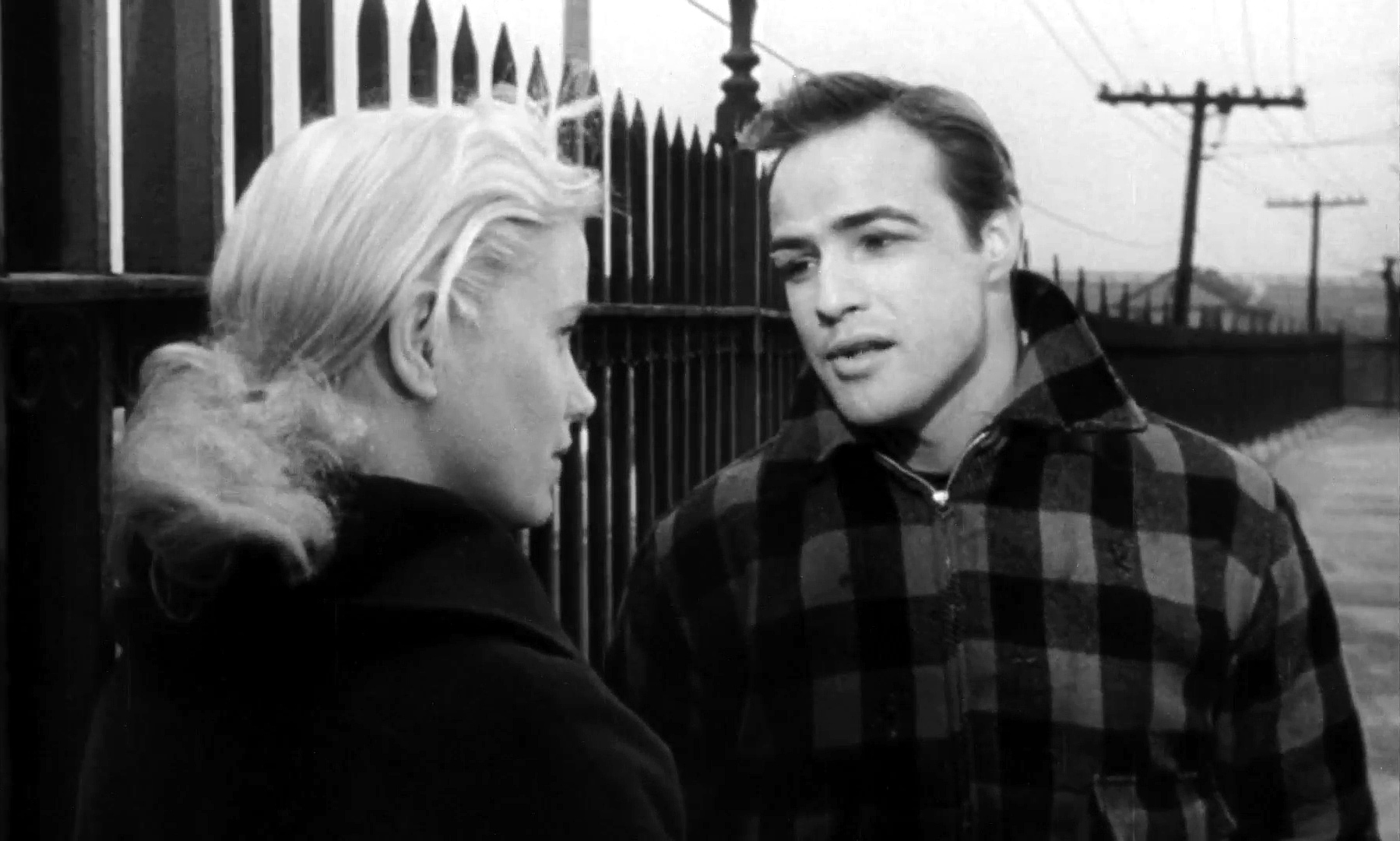
Marlon Brando com  Eva Marie Saint no trailer de "On the Waterfront" (1954).
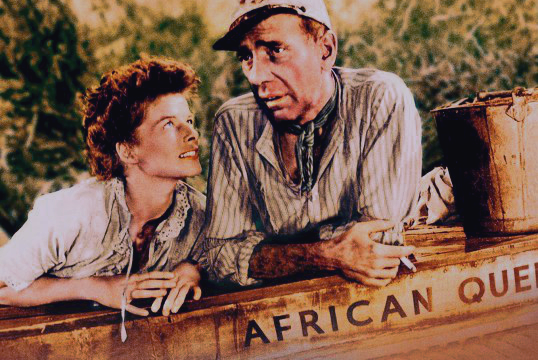
Humphrey Bogart e Katharine Hepburn em "The African Queen" (1951).
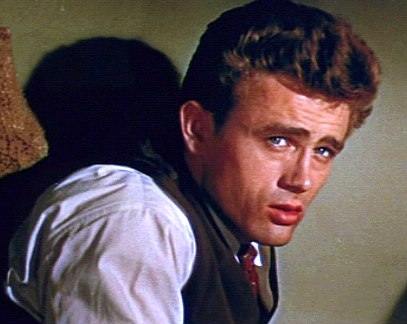
James Dean como Cal em "East of Eden" (1955).
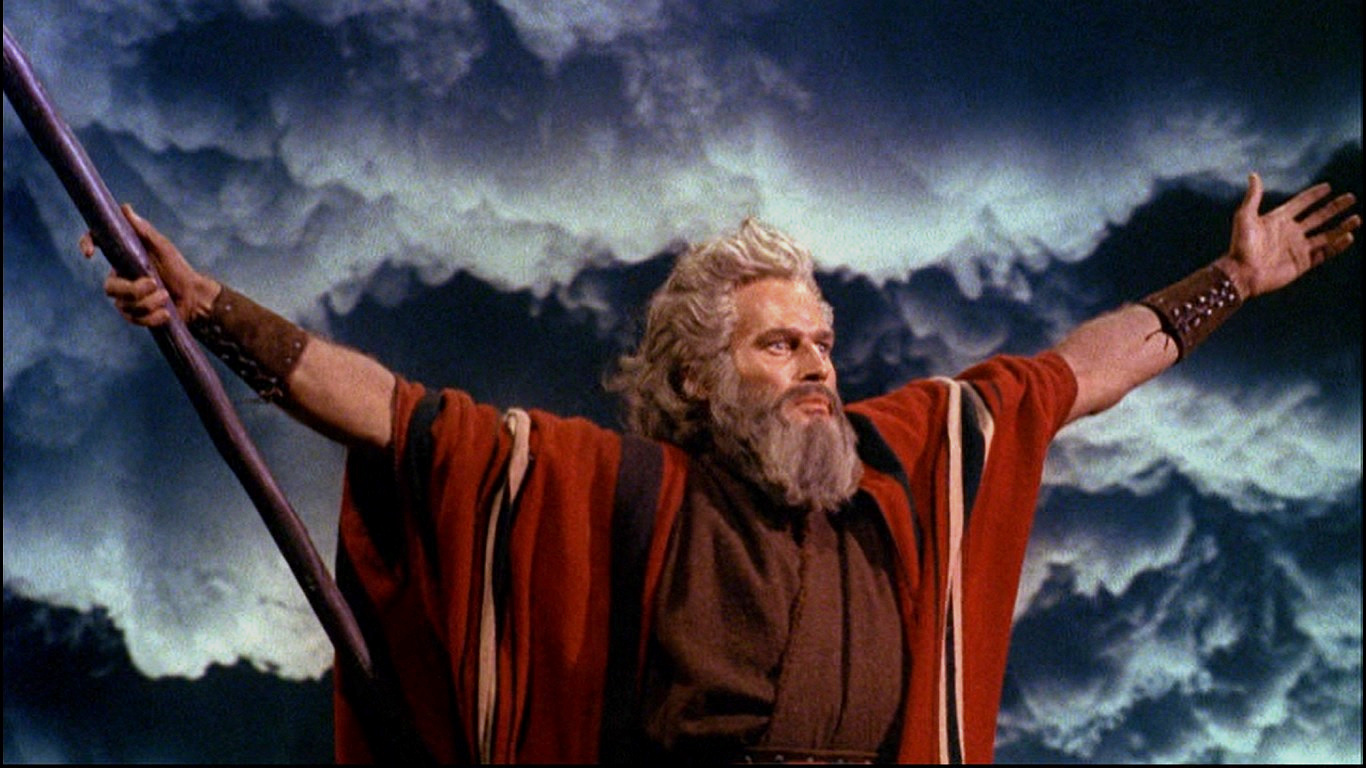
Charlton Heston em "Os Dez Mandamentos" (1956).

- Steve Allen
- Desi Arnaz
- Fred Astaire
- Gene Autry
- Lauren Bacall
- Lucille Ball
- Brigitte Bardot
- Harry Belafonte
- Jean-Paul Belmondo
- Jack Benny
- Ingrid Bergman
- Vivian Blaine
- Humphrey Bogart
- Marlon Brando
- Lloyd Bridges
- Yul Brynner
- Richard Burton
- James Cagney
- Cab Calloway
- Johnny Carson
- Montgomery Clift
- Clay Cole
- Gary Cooper
- Joan Crawford
- Bing Crosby
- Tony Curtis
- Peter Cushing
- Dorothy Dandridge
- Bette Davis
- Doris Day
- James Dean
- Sandra Dee
- Brandon deWilde
- Marlene Dietrich
- Cliff Robertson
- Jon Provost
- Troy Donahue
- Diana Dors
- Kirk Douglas
- José Ferrer
- Errol Flynn
- Henry Fonda
- Anne Francis
- William Frawley
- Annette Funicello
- Clark Gable
- Ava Gardner
- Judy Garland
- Cary Grant
- John Gregson
- Alec Guinness
- Tony Hancock
- Julie Harris
- Susan Hayward
- Rita Hayworth
- Audrey Hepburn
- Katharine Hepburn
- Charlton Heston
- William Holden
- Judy Holliday
- Bob Hope
- Rock Hudson
- Jeffrey Hunter
- Van Johnson
- Jessica Jones
- Gene Kelly
- Grace Kelly
- Deborah Kerr
- Alan Ladd
- Burt Lancaster
- Janet Leigh
- Jack Lemmon
- Jerry Lewis
- Sophia Loren
- Shirley MacLaine
- Jayne Mansfield
- Dean Martin
- Giulietta Masina
- James Mason
- Marcello Mastroianni
- Jerry Mathers
- Toshiro Mifune
- Sal Mineo
- Ray Milland
- Hayley Mills
- Robert Mitchum
- Marilyn Monroe
- Yves Montand
- Ricky Nelson
- Paul Newman
- Kim Novak
- Laurence Olivier
- Jack Palance
- Geraldine Page
- Gregory Peck
- Anthony Quinn
- George Reeves
- Steve Reeves
- Tommy Rettig
- Debbie Reynolds
- Thelma Ritter
- Roy Rogers
- Betty Grable
- Cesar Romero
- Jane Russell
- Rosalind Russell
- Eva Marie Saint
- Frank Sinatra
- Kim Stanley
- Barbara Stanwyck
- James Stewart
- Max von Sydow
- Elizabeth Taylor
- Robert Taylor
- Lana Turner
- Spencer Tracy
- Vivian Vance
- Robert Wagner
- John Wayne
- Richard Widmark
- Shelley Winters
- Jack Webb

### Década de 1960

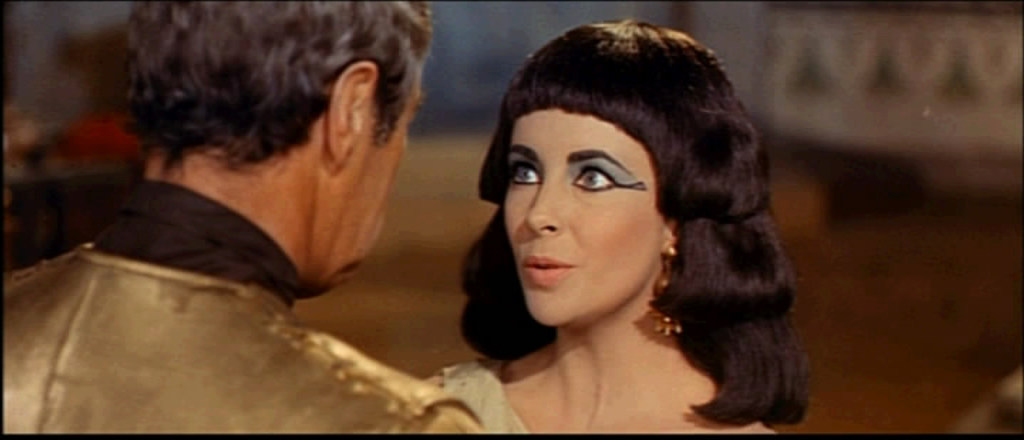
Rex Harrison e Elizabeth Taylor em cena do filme "Cleópatra" (1963).

O cinema da década de 1960 se caracteriza pelos grandes musicais, como "West Side Story", vencedor de dez Oscars; por dramas que celebravam a rebeldia da juventude estadunidense; e com Anne Bancroft e Dustin Hoffman quebrando a inocência do "estilo de vida estadunidense", em "The Graduate".
Em 1960, Alfred Hitchcock lançou um dos filmes mais aclamados da década de 1960 e, discutivelmente, o melhor de sua carreira: "Psycho".
Outro clássico desse período é "Cleópatra" (1963), estrelado por Elizabeth Taylor. O filme quase levou a 20th Century Fox à falência. Ganhador de quatro Oscars – direção de arte, fotografia, figurino e efeitos especiais – e indicado a outros cinco – ator (Rex Harrison), montagem, trilha sonora original, som e melhor filme – o filme contou com um orçamento de US$ 44 milhões, equivalentes a cerca de US$ 330 milhões na atualidade. No final, a arrecadação na bilheteria mundial foi de US$ 71 milhões. Pelo contrato com Elizabeth Taylor, a Fox se tornou o primeiro estúdio a assinar um contrato de US$ 1 milhão com uma estrela de Hollywood.

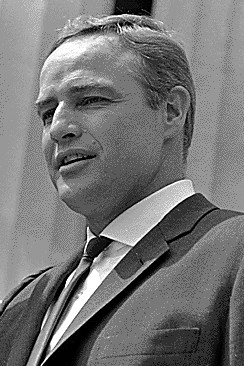
Marlon Brando durante a marcha sobre Washington (1963).
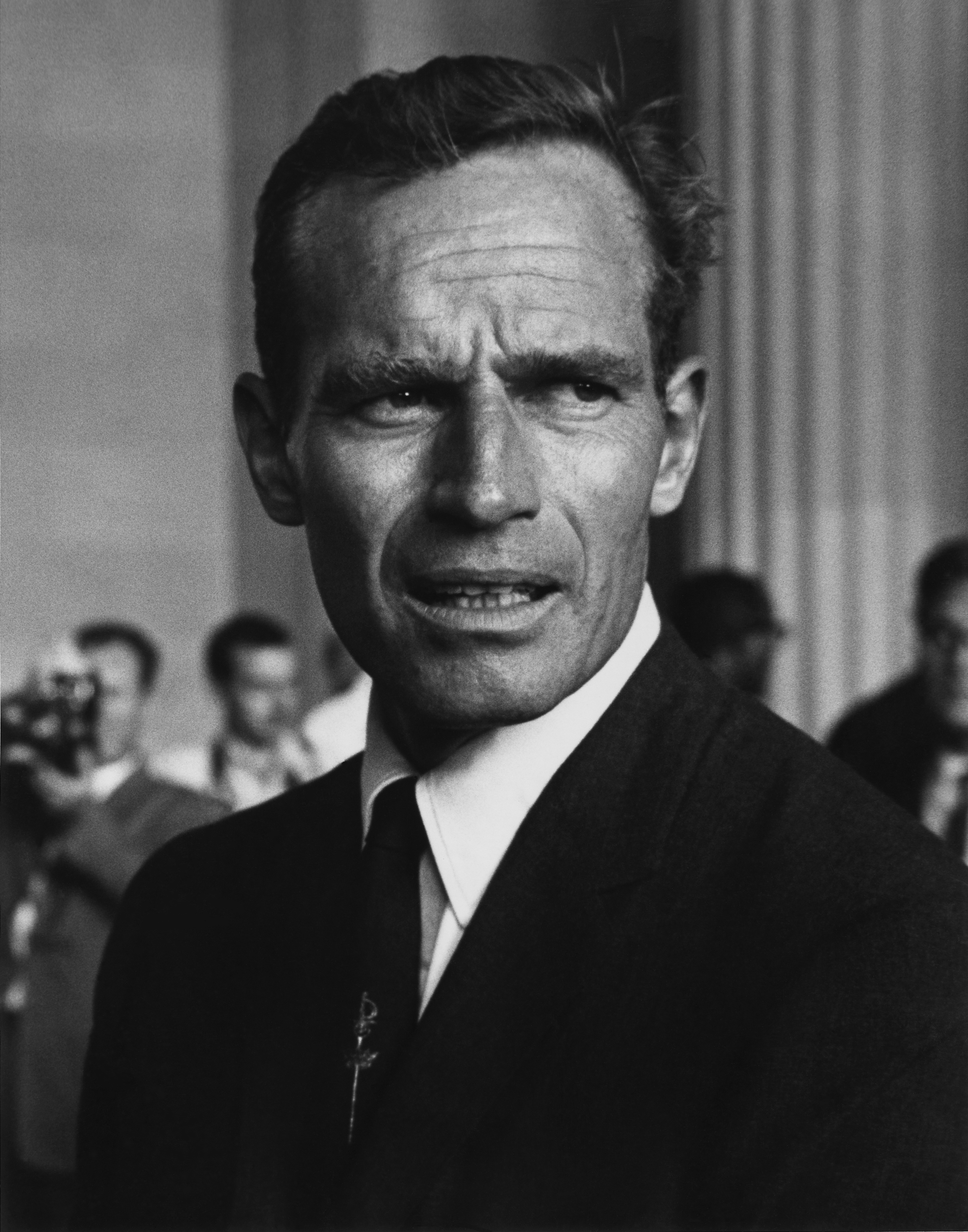
Charlton Heston durante a marcha sobre Washington (1963).
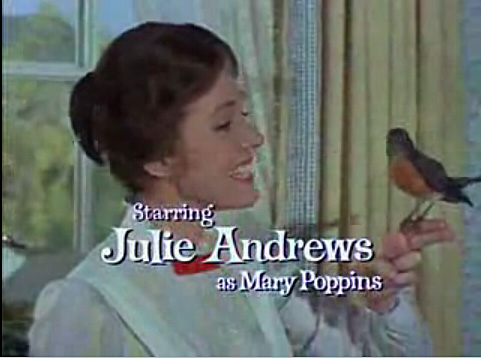
Julie Andrews no trailer de "Mary Poppins" (1964).

- Ed Ames
- Julie Andrews
- Ann-Margret
- Jerry Mathers
- Jon Provost
- Brigitte Bardot
- Warren Beatty
- Marlon Brando
- Lenny Bruce
- Yul Brynner
- Richard Burton
- Tony Curtis
- Julie Christie
- Doris Day
- Sandra Dee
- Alain Delon
- Kirk Douglas
- Jane Fonda
- Peter Fonda
- Cary Grant
- Audrey Hepburn
- Katharine Hepburn
- Charlton Heston
- Rock Hudson
- Jeffrey Hunter
- Burt Lancaster
- Bruce Lee
- Janet Leigh
- Jerry Lewis
- Jack Lemmon
- Sophia Loren
- Marcello Mastroianni
- Shirley MacLaine
- Robert Mitchum
- Cliff Robertson
- Marilyn Monroe
- Elizabeth Montgomery
- Jeanne Moreau
- Paul Newman
- Kim Novak
- Laurence Olivier
- Peter O'Toole
- Gregory Peck
- Anthony Perkins
- Anthony Quinn
- Cesar Romero
- Mort Sahl
- Omar Sharif
- Edie Sedgwick
- Peter Sellers
- Jean Shepherd
- James Stewart
- Barbra Streisand
- Sharon Tate
- Elizabeth Taylor
- Dick Van Dyke
- John Wayne
- Raquel Welch
- Adam West
- Shelley Winters
- Natalie Wood